# Rosa Gjerluff Nyholm
Rosa Marie Gjerluff Nyholm (født 9. oktober 1988) er en dansk manuskriptforfatter, instruktør, skuespiller, musiker og producer. Hun arbejder især med børnefiktion. Hendes arbejde omfatter tv, film, teater, tv-serier, bøger, musikudgivelser og koncerter.
Hun slog igennem i offentligheden som tv-vært på DR's børnekanal Ramasjang i Rosa fra Rouladegade, der havde premiere i 2010. Hun fungerede både som vært, sangskriver og lavede world building omkring det univers, Rosa-figuren optræder i. Siden var hun vært på bl.a. Lille NØRD, Byttebiksen, Rosa redder frøerne og SommerSummarum. Derudover har hun medvirket i en række produktioner. I 2016 begyndte hun selv at instruere, det skete på programmet “Sovedyr på eventyr”. 
I 2022 skabte og med-instruerede hun tv-miniserien Heksebeth til DR Ramasjang. I 2024 fulgte fiktionsserien Heksebeth og den hovedløse magi, hvor hun var executive producer. I begge serier er hun skuespiller, manuskriptforfatter og komponist. Musikken fremhæves "for at tale om det svære" til børn.
Rosa Gjerluff Nyholm fik sin filmdebut som skuespiller i børnefilmen Sikke et cirkus fra 2017. Siden 2009 har hun været en del af de årlige familieforestillinger Cirkus Summarum som skuespiller, sanger, sangskriver og forfatter til diverse scener i forestillingen. Hun blev særligt rost for scenen "Mors kjole" fra 2024, hvor hun i en gigantisk rød kjole fortolker sangen "Jeg holder øje med dig", som er kendt for at være sunget af Søs Fenger, men som er skrevet af Rosa Gjerluff Nyholms mor, Elisabeth Gjerluff, der døde i 2022.
Hun har skrevet og opsat to teaterforestillinger på Nørrebro Teater: Rosa i Rytmeskoven (2012) og Rosas Julebal (2013-2015). Hun turnerer rundt i Danmark som musiker. 
Flere af Rosas børneprogrammer har været nomineret til TV-prisen. I 2022 kårede Producentforeningen spillet "Rosas nabolag" som årets bedste børnespil, som Rosa Gjerluff Nyholm var medudvikler på.

## Liv og virke
Hun er datter af Elisabeth Gjerluff Nielsen og Kristoffer Nyholm. Hun er gift og mor til to børn. Hun er vokset op på Østerbro og student fra Aurehøj Gymnasium (2007) og autodidakt kunstner.

## Albums
- 2012 Rosa i Rytmeskoven
- 2013 Rosas Julebal
- 2014 Ryst dit sovedyr[19]
- 2022 Heksebeth
- 2024 Heksebeth og den hovedløse magi
- Optræder desuden på en række børnealbum